# سوكار
شركة النفط الحكومية لجمهورية أذربيجان المعروفة اختصارا بـ (سوكار) (بالإنجليزية: أذربيجانية) Azərbaycan Respublikası Dövlət نفت Şirkəti هي شركة النفط الوطنية المملوكة بالكامل للدولة ومقرها في باكو، أذربيجان. وتنتج الشركة النفط والغاز الطبيعي من الحقول البرية والبحرية في الجزء الأذربيجاني من البحر في منطقة بحر قزوين. وهي تشغل اثنين من مصافي النفط في البلاد، مصنع معالجة الغاز واحدة وتدير عدة خطوط أنابيب النفط وتصدير الغاز في جميع أنحاء البلاد. وتمتلك محطات تعبئة الوقود تحت العلامة التجارية سوكار في أذربيجان وجورجيا وأوكرانيا ورومانيا وسويسرا. والشركة لديها حوالي 61000 موظف.

## تاريخية
هي منظمة غير ربحية أنشئت لزيادة إنتاج النفط والمنتجات النفطية. وكان يطلق عليه مرة أخرى «أزيرنفط» في آب / أغسطس 1970 وقد أنشئت في 13 سبتمبر 1992 بموجب مرسوم رئيس أذربيجان السابق أبولفاز إلشيبي.وبموجب المرسوم، تم دمج شركتين مملوكتين للدولة، هماأزنيرفت.وأزيرنفتكيميا، في شركة نفط الدولة في جمهورية أذربيجان ووفقا للمرسوم رقم 844 المؤرخ 24 كانون الثاني / يناير 2003، أنشئت جمعية إنتاج «آزنفط» في البحر ووحدات إنتاج النفط والغاز البرية.

## نشاط
وقسم النشاط أساساإلى ستة أقسام.وهذهما يلي:
- استكشاف النفط والغاز
- استخراج النفط والغاز
- معالجة النفط والغاز الطبيعي
- البتروكيمياء
- نقل ناقلات الطاقة
- الخدمات

المصنع متخصص في إنتاج الوقود ومواد التشحيم.يتم إنتاج وتكرير النفط، والنفط، الكيروسين، الديزل التقطير، نتيجة للمحرك، والصناعية، وتوربينات والمحولات وغيرها من الزيوت والبيتومين هنا.

## مبنى الشركة الإداري
ويقع مبنى شركة النفط الحكومية في باكو.يوجد بناء 42 طابقا.

## قيادة
الرئيس الحالي هو روفناغ أبدولاييف.إلشاد ناسيروف، نائب الرئيس للاستثمارات والتسويق.ويتم تصدير
النفط المنتج في إطار مشروع أزيري شيراغ غوناشلي إلى الأسواق العالمية من خلال خط.أنابيب
تصدير النفط الرئيسي في باكو تبليسي جيهان.